# Véronique Le Flaguais
Véronique Le Flaguais (Parigi, 30 novembre 1947) è un'attrice e sceneggiatrice francese naturalizzata canadese.

## Biografia
Negli anni '50, la famiglia Le Flaguais è emigrata da Parigi nel Québec. Da ragazza non nutriva alcun interesse per il teatro e si iscrisse alla Scuola Nazionale di Teatro, per compiacere suo padre. Le sue interpretazioni spaziano dal cinema alla televisione. Le Flaguais è stata candidata al Genie Award come miglior attrice non protagonista in Comment survivre à sa mère. È stata sposata con Michel Côté dal 1972, fino alla sua morte avvenuta il 29 maggio 2023. La coppia ha due figli, l'attore Maxime Le Flaguais e l'architetto Charles Côté.

## Filmografia
- Monica la mitraille (1968)
- Françoise Durocher, waitress, regia di André Brassard (1972)
- La Vie rêvée, regia di Mireille Dansereau (1972)
- Avec le temps (1974)
- Du tac au tac (1976)
- Poivre et Sel (1983)
- Cruising Bar, regia di Robert Ménard (1989)
- Jésus de Montréal, regia di Denys Arcand (1989)
- La Fille du maquignon, regia di Mazouz Ould-Abderrahmane (1990)
- Les Filles de Caleb (1990)
- La Petite Vie (1993)
- La Vie d'un héros, regia di Micheline Lanctôt (1994)
- Mon amie Max, regia di Michel Brault (1994)
- Marguerite Volant (1996)
- Rats and Rabbits, regia di  Lewis Furey (2000)
- Rumeurs (2002)
- Le Petit Monde de Laura Cadieux (2003)
- Comment survivre à sa mère, regia di Émile Gaudreault (2007)
- Cruising Bar 2, regia di Michel Côté e Robert Ménard (2008)
- Et Dieu créa… Laflaque (2009)
- Mémoires vives (2013)
- L'Ange gardien, regia di Jean-Sébastien Lord (2014)
- Menteur, regia di Émile Gaudreault (2019)